# Drapeau d'État

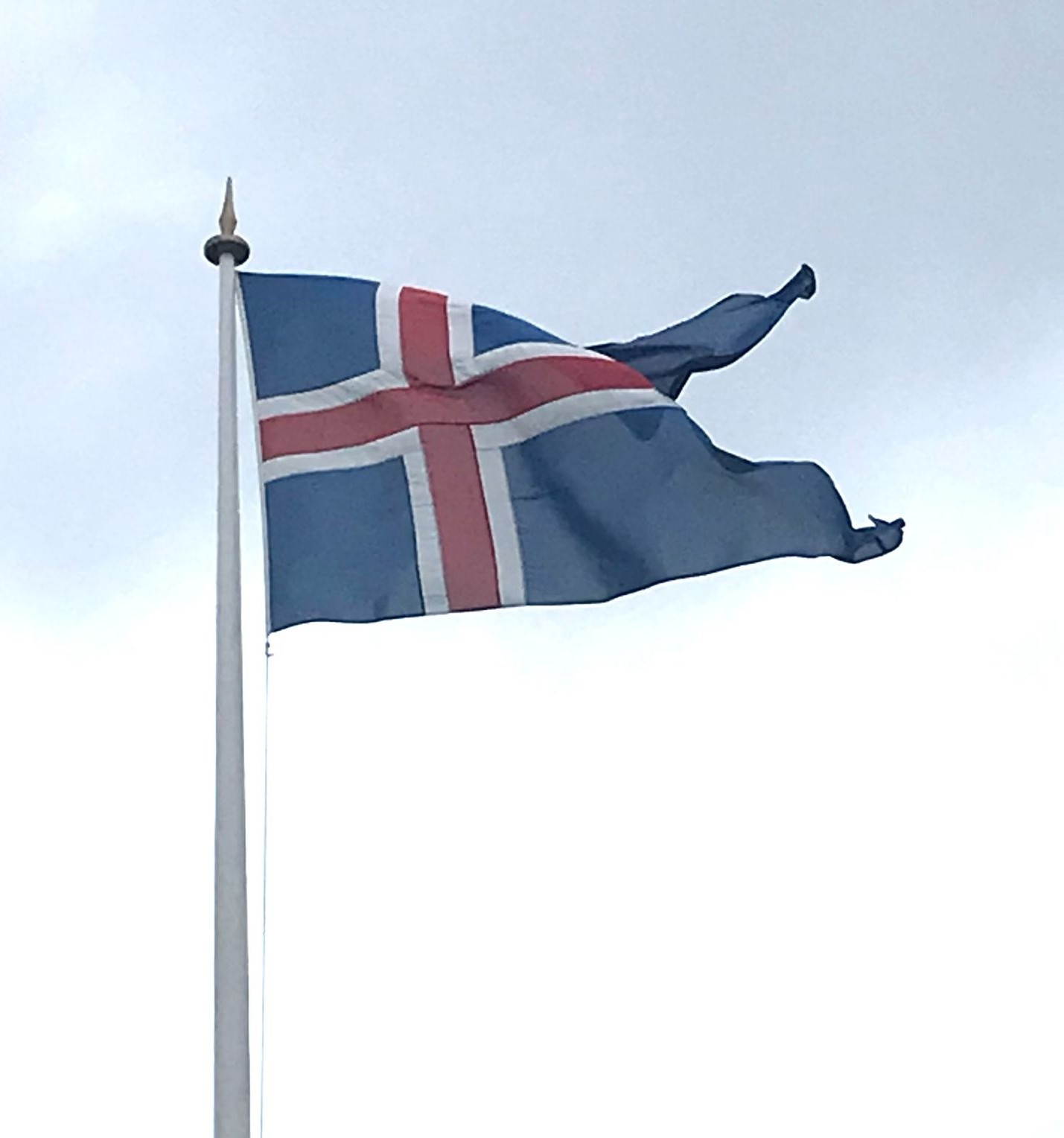
Drapeau d'Etat de l'Islande

En vexillologie, un drapeau d'État est soit le drapeau du gouvernement d'un État souverain, soit le drapeau d'un État fédéré (une division administrative subnationale).

## Drapeau du gouvernement
Un drapeau d'État est une variante d'un drapeau national (ou parfois un design complètement différent) spécifiquement désigné et restreint par la loi ou la coutume (théoriquement ou réellement) à l'usage du gouvernement d'un pays ou de ses agences. Pour cette raison, ils sont parfois appelés drapeaux gouvernementaux. Dans de nombreux pays, le drapeau d'État et le drapeau civil (utilisé par le grand public) sont identiques. Cependant, dans d'autres pays, notamment en Amérique latine, en Europe centrale et en Scandinavie, le drapeau d'État est une version plus complexe du drapeau national, souvent ornée des armoiries nationales ou d'un autre emblème. Les pays scandinaves utilisent également des drapeaux d'État à queue d’aronde, afin de les différencier encore davantage des drapeaux civils.
De plus, certains pays possèdent des pavillons d'État, qui sont des drapeaux distincts destinés aux navires gouvernementaux non militaires, comme les navires de surveillance. Par exemple, les navires gouvernementaux du Royaume-Uni arborent le Blue Ensign.
Les drapeaux d'État ne doivent pas être confondus avec les drapeaux nationaux utilisés par les organisations militaires, qui sont appelés pavillons de guerre et pavillons navals.
Dans des pays fédéralisés comme l'Argentine, l' Australie, le Brésil, le Canada, les États-Unis et d'autres, le terme drapeau d'État peut avoir une signification différente, désignant souvent le drapeau officiel d'un des États ou subdivisions territoriales qui composent la nation.

## Drapeaux nationaux avec des versions distinctes pour l'État et le civil
|  | Drapeau civil facultatif de l'Andorre                         |
|  | Drapeau d'État et civil de l'Andorre                          |
|  | Drapeau civil facultatif de l'Argentine                       |
|  | Drapeau d'État et civil de l'Argentine                        |
|  | Drapeau civil facultatif de l'Autriche                        |
|  | Drapeau d'État de l'Autriche                                  |
|  | Drapeau civil de facto de la Belgique (ratio 2:3)             |
|  | Drapeau d'État et civil officiel de la Belgique (ratio 13:15) |
|  | Drapeau civil de la Bolivie                                   |
|  | Drapeau d'État de la Bolivie                                  |
|  | Drapeau civil du Costa Rica                                   |
|  | Drapeau d'État du Costa Rica                                  |
|  | Drapeau civil du Danemark                                     |
|  | Drapeau d'État du Danemark                                    |
|  | Drapeau civil de la République dominicaine                    |
|  | Drapeau d'État de la République dominicaine                   |
|  | Drapeau civil du Salvador                                     |
|  | Drapeau d'État du Salvador                                    |
|  | Drapeau d'État alternatif du Salvador                         |
|  | Drapeau civil de la Finlande                                  |
|  | Drapeau d'État de la Finlande                                 |
|  | Drapeau civil et d'État alternatif de l'Allemagne             |
|  | Drapeau d'État de l'Allemagne                                 |
|  | Drapeau non officiel de l'Allemagne                           |
|  | Drapeau civil du Guatemala                                    |
|  | Drapeau d'État du Guatemala                                   |
|  | Drapeau civil d'Haïti                                         |
|  | Drapeau d'État d'Haïti                                        |
|  | Drapeau d'État et civil de la Hongrie (ratio 1:2)             |
|  | Drapeau civil alternatif de la Hongrie (ratio 2:3)            |
|  | Drapeau d'État facultatif de la Hongrie                       |
|  | Drapeau civil de l'Islande                                    |
|  | Drapeau d'État de l'Islande                                   |
|  | Drapeau civil de l'Italie                                     |
|  | Drapeau d'État de l'Italie (uniquement maritime)              |
|  | Drapeau civil du Liechtenstein                                |
|  | Drapeau d'État du Liechtenstein                               |
|  | Drapeau d'État et civil de la Lituanie                        |
|  | Ancien drapeau d'État de la Lituanie                          |
|  | Drapeau civil de Monaco                                       |
|  | Drapeau d'État de Monaco                                      |
|  | Drapeau civil du Nigeria                                      |
|  | Drapeau d'État du Nigeria                                     |
|  | Drapeau civil de la Norvège                                   |
|  | Drapeau d'État de la Norvège                                  |